# Bruchus luteicornis

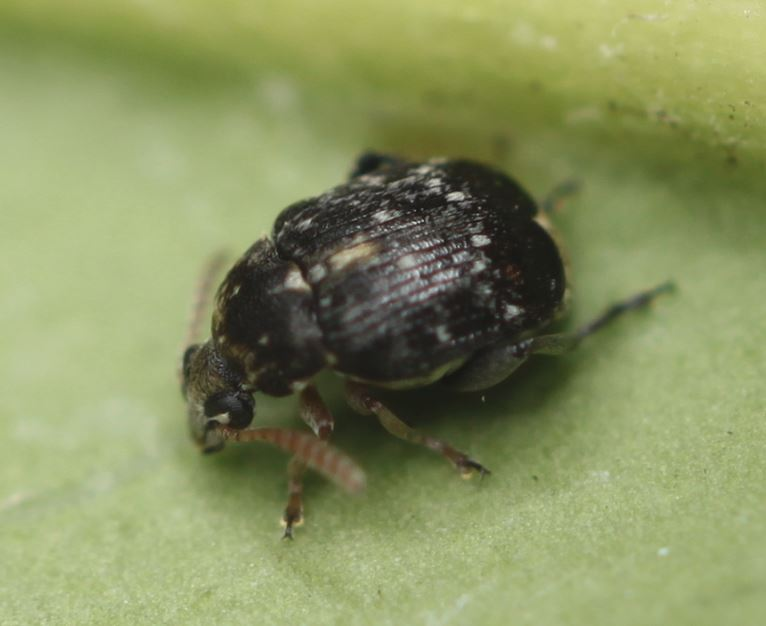
Bruchus luteicornis, Männchen

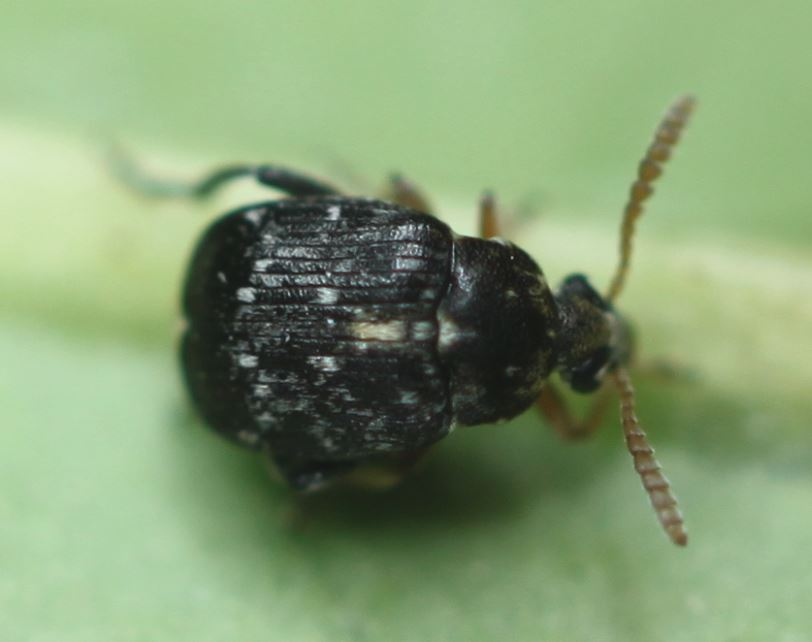
Bruchus luteicornis, Männchen

Bruchus luteicornis ist eine Art aus der Unterfamilie der Samenkäfer (Bruchinae).

## Merkmale
Die 1,5–2,8 mm langen Käfer besitzen eine schwarze Grundfarbe. Der Zahn des Halsschilds befindet sich in der Seitenmitte. Die Vorderfront des Halsschilds ist normal gewölbt. Auf den Flügeldecken befindet sich hinter dem Schildchen ein weißer Fleck. Im dritten Zwischenraum der Flügeldecken befindet sich noch auf der vorderen Flügelhälfte ein kleiner weißer Fleck. Im hinteren Bereich der Flügeldecken deuten mehrere kleine weiße Flecke eine Querbinde an. Die Fühler der Männchen sind vollständig rotgelb gefärbt, während bei den Weibchen die ersten fünf Fühlerglieder sowie das letzte rotgelb gefärbt ist, die restlichen sind schwarz. Die vorderen und mittleren Beine sind rotgelb, das hintere Beinpaar ist schwarz gefärbt.

## Vorkommen
Die Käferart ist in Mittel-, Süd- und Südosteuropa sowie im Mittelmeerraum weit verbreitet und häufig.

## Lebensweise
Die Larven der Käferart entwickeln sich in Samen von Vertretern der Gattung der Wicken (Vicia). Die Larven bohren sich in die sich entwickelnden Sämlinge und ernähren sich von der Frucht. Die adulten Käfer beobachtet man hauptsächlich von März bis Mai.